# 秋官里进士牌坊
秋官里进士牌坊为位于中国浙江省绍兴市的一座石牌坊，位于越城区陶堰街道。它建于明弘治四年（公元1491年），为弘治三年进士、刑部主事陶怿所立。“秋官”代指刑部，故称为“秋官里”。
2011年浙江省人民政府将秋官里进士牌坊公布为浙江省文物保护单位。